# 阿部正勝
阿部 正勝（あべ まさかつ）は、戦国時代から安土桃山時代にかけての武将。徳川家の家臣。徳川家康の1歳年長で、家康の幼少期から側近くに仕えた人物である。

## 生涯

### 少年期
天文16年（1547年）、6歳の家康（松平竹千代）が今川義元の命によって駿河国に向かった際に同行した。『寛政重修諸家譜』（以下『寛政譜』）によればこのとき正勝（徳千代）は7歳。『徳川実紀』によれば正勝は6歳で、家康の「あそびの友として御輿につけて同じくのせてつかはさる」とある。家康はその後織田方に抑留されるが、正勝は尾張まで同行し、天野康景（三之助）とともに熱田で家康に供奉した。
天文18年（1549年）、今川家と織田家の人質交換により家康は駿府に移るが、この際にも正勝は従って家康の側に仕えた。今川義元が家康に散楽を所望した際には、正勝が家康に代わって披露したという。『寛政譜』によれば弘治2年（1556年）、家康とともに元服し、「善九郎正勝」と名乗った。その後、今川家の家臣・江原三右衛門定次の娘を娶った。
永禄元年（1558年）、家康の初陣である三河国寺部城の鈴木重辰攻め（寺部城の戦い）に従軍、次いで広瀬・挙母・伊保城攻めにも参加して功績をあげ、知行地を得た。

### 家康の自立後
永禄3年（1560年）、義元の尾張出兵（桶狭間の戦い参照）の先陣を家康が任された際には、正勝は旗本を守った。永禄5年（1562年）、家康の命を受け、伊東法印が所持していた軍書48巻の写本を作成して献上した。
三河一向一揆の際には家康に仕えて奮戦し、葵の紋の馬験（馬印）を許された。正勝は遠慮して葵紋を薄墨で描き、「染薄墨御紋の馬験」と名付けて用いた。
天正元年（1573年）からは天竜川方面で武田勝頼との戦いに従事し、天正3年（1575年）の長篠の戦いでも軍功を挙げた。また、天正4年（1576年）には、非義が露見した徳川家家臣の佐橋甚五郎を誅殺している。
天正10年（1582年）、若神子の対陣（天正壬午の乱参照）の折には、北条氏との和睦の使者を務めた。天正13年（1585年）12月、家康が本多正信・大久保忠隣・牧野康成（半右衛門）の3人を旗本や分国諸士の献策の窓口とすることを触れた際、阿部正勝にその得失をはかるよう命じた。のち、正勝は御旗大将に任じられ、知行地を加えられた。天正14年（1586年）、家康が豊臣秀吉と和議を結ぶと、家康の上洛に同行し、のちに従五位下伊予守に叙任された。

### 家康の関東入国後
天正18年（1590年）の小田原の役では旗本の右軍の備を担った。同年、家康が関東に入国すると、武蔵国足立郡鳩ヶ谷で5000石の知行地を与えられた（継嗣の正次の代に加増を受け、鳩ヶ谷藩となる）。
文禄元年（1593年）には家康の肥前国名護屋城行きに同行した。なおこの際、息子の阿部正次が家康に随行することを切望するあまり、命令に背いて密かに行列に加わり、これが発覚して江戸に送還されるというトラブルを起こしている。慶長元年（1596年）、豊臣姓を下賜された。慶長3年（1598年）、大坂城西の丸の留守居役を務める。慶長4年（1599年）の「伏見騒動」の際には、伏見の徳川屋敷に馳せ参じて守備に当たった。
「伏見騒動」の頃には健康を害していたらしく、家康から薬の処方を与えられている。慶長5年（1600年）、正勝がいよいよ危篤となると、家康は村越直吉を派遣して「懇ろの仰せ」を伝えさせた。慶長5年（1600年）4月7日、大坂で死去した。60歳没。
家督は長男の正次が継いだ。

## 系譜
特記事項のない限り、『寛政重修諸家譜』による。子の続柄の後に記した ( ) 内の数字は、『寛政譜』の記載順。
- 父：阿部正宣
- 母：不詳
- 妻：江原定次の娘
  - 長男(2)：阿部正次
  - 二男(3)：阿部忠吉
  - 女子(4) - 永井直勝正室
  - 三男(5)：阿部正与
- 生母不詳の子女
  - 女子(1) - 大奥に仕える。

### 補足
- 阿部家は徳川家譜代の臣とされるが[9]、『寛永諸家系図伝』では正勝から系図が始まっている[9]。『寛政重修諸家譜』では、祖父・阿部正俊（善九郎）、父・阿部正宣（甚五郎）を記載している[9]。父の正宣は岡崎城の松平昌安攻めで功績を挙げたほか[9]、一時三河を追われた松平広忠の帰国を阿部定吉とともに実現させ[9]、御旗大将に任じられたという[2]。
- 長男・阿部正次の系統からは、徳川家光に仕えて「六人衆」の一人に数えられた阿部重次（のち老中、岩槻藩主）や、幕末期の老中・阿部正弘（備後福山藩主）などを輩出している。また、二男・阿部忠吉の子の阿部忠秋も重次と同様「六人衆」に挙げられ、家光・家綱の下で老中を務めた。

## 備考
- 家康と共に駿河に在った際、今川義元は梅の実を貫いた槍を家康に、梅の穂を貫いた槍を正勝に与えた。家康は自らに与えられた槍を「梅実」と名付け、正勝に与えられた槍に「梅総」と命名した[2]。

## 登場作品
- 徳川家康（1983年、演：吉田紀人）
- 豊臣秀吉 天下を獲る!（1995年、演：本城丸裕）
- 徳川家康 戦国最後の勝利者（1992年、演：大場順）